# Carl Friedrich Trier (Jurist)
Carl Friedrich Trier (* 11. August 1726 in Dresden; † 29. September 1794 in Leipzig) war ein deutscher Jurist und Leipziger Ratsherr.

## Leben
Nach seiner Schulbildung in Dresden studierte Carl Friedrich Trier an den Universitäten in Leipzig und Wittenberg Jura und Mathematik. An Letzterer wurde er 1750 zum Doktor der Rechte (Dr. jur.) promoviert. Nach Leipzig zurückgekehrt, wohnte er bei seinem Onkel gleichen Namens, dem späteren Leipziger Bürgermeister Carl Friedrich Trier im Neuen Neumarkt (seit 1839 Neumarkt) und trat in städtische Dienste.
1764 wird er im Leipziger Adressbuch unter den Mitgliedern des Leipziger Stadtrates als kurfürstlich-sächsischer Appellationsrat geführt. Im gleichen Buche ist er verzeichnet als  Deputierter des Leipziger Rates für die Woll- und Flachswaage sowie die Bäcker-, Böttger- und Schneiderinnungen.
1766 wurde er Mitglied in der Freimaurerloge Minerva zu den drei Palmen und 1768 in der Gelehrtengesellschaft Leopoldina, wo er den akademischen Namen Anaximander III. trug. 1790 wird er als Proconsul, Vorsteher der neuen Leipziger Kirche und Mitglied der Ökonomischen Gesellschaft aufgeführt. Ebenfalls 1790 stiftete er einen Großteil seiner Bibliothek der Leipziger Universität.
Carl Friedrich Trier war Besitzer des Trierschen Gartens, eines der Leipzig im 18. Jahrhundert umgebenden Barockgärten. Dieser fiel nach dem Ableben des Ehepaares Trier per Testament an die Universität Leipzig, wofür diese im Gegenzug eine Hebammenschule (Triersches Institut) einzurichten hatte, aus der sich das gynäkologische Institut des Universitätsklinikums entwickelte, das als Zusatz immer noch den Namen Triersches Institut trägt. Aus dem Garten wurde der Botanische Garten der Universität.

## Familie

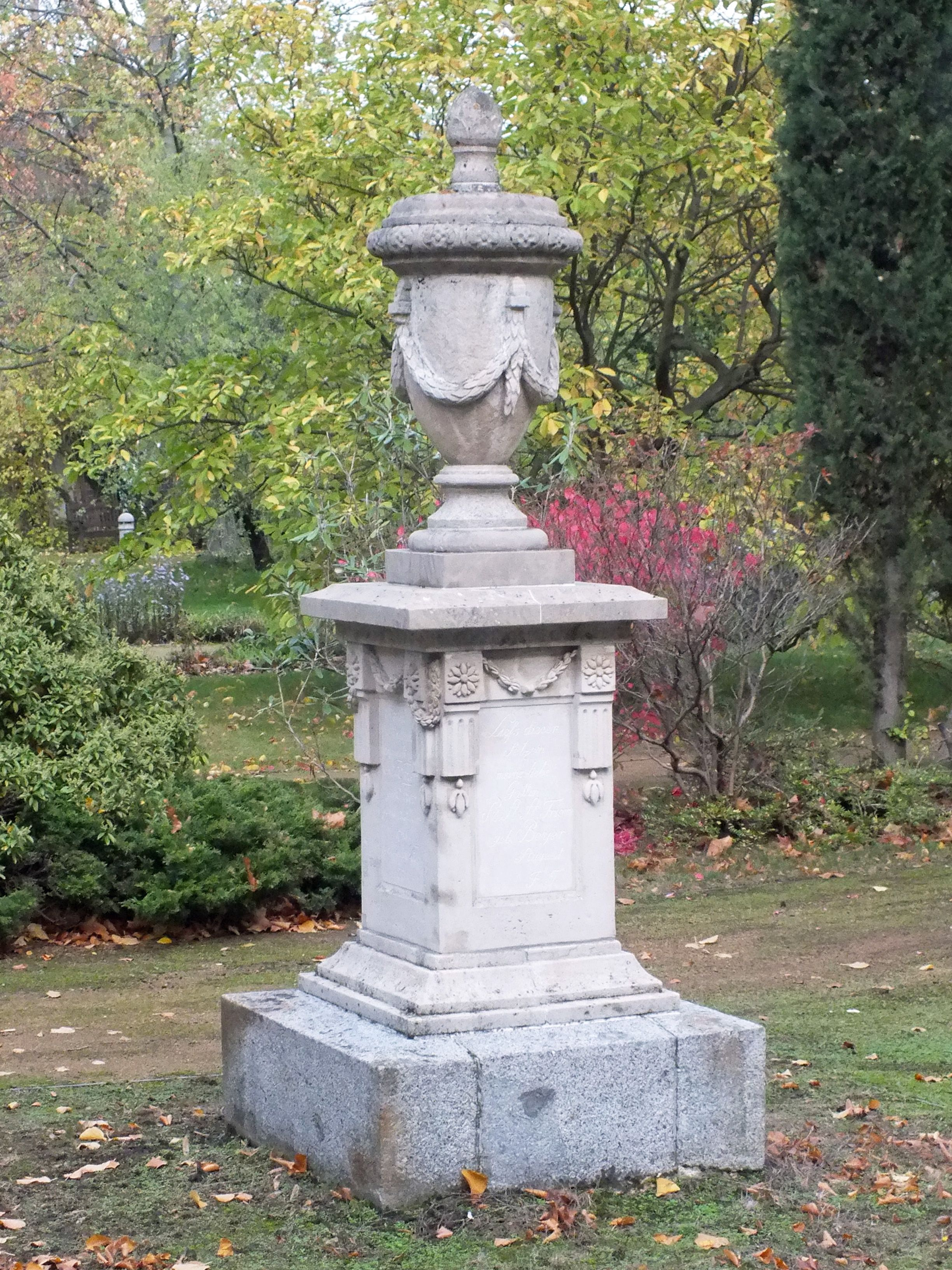
Trier-Denkmal hinter der ehem. Frauenklinik
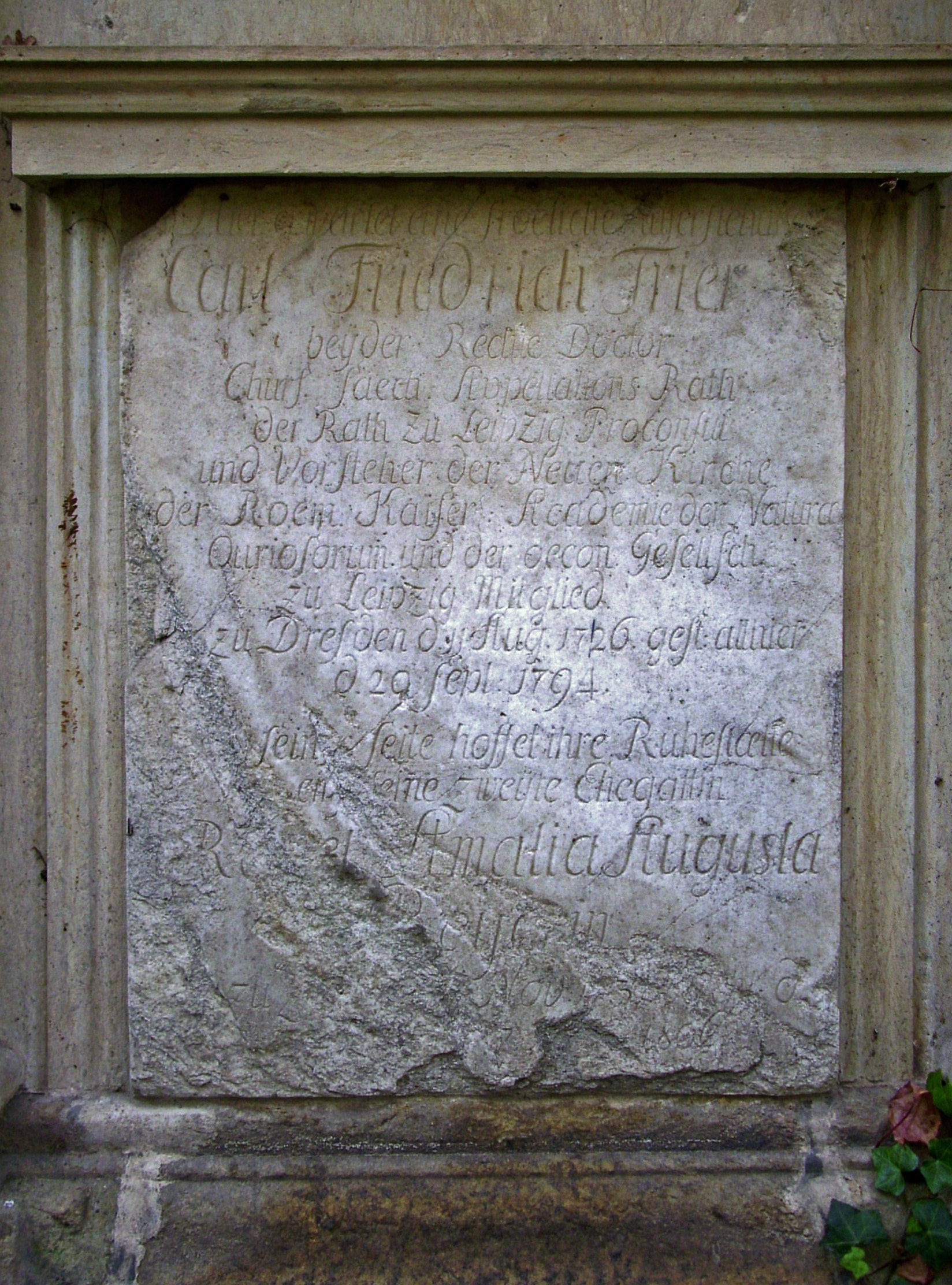
Grabtafel auf dem Alten Johannisfriedhof

Carl Friedrich Trier entstammte einer Beamten- und Juristenfamilie, die auf den Meininger Stadtrichter und Stadtschultheiß Johann Wolfgang Trier (1619–1688) zurückgeht, der Carl Friedrichs Urgroßvater war. Carl Friedrichs Vater war der kurfürstlich-sächsische Hof- und Bergrat Philipp Friedrich Trier.
Carl Friedrich verliebte sich im Hause seines Onkels in Leipzig in seine Cousine Caroline Friederike (1725–1771), die er 1750 heiratete. Das Ehepaar lebte im Haus des Schwiegervaters und Onkels und übernahm dieses nach dessen Tod 1763.
Elf Monate nach dem Tod seiner Frau heiratete er 1772 die Freundin seiner Frau, Rahel Amalia Augusta, geborene Beyer (1731–1806). Beide Ehen blieben kinderlos. Rahel Amalia Augusta ließ auf einer Insel im Trierschen Garten ein Denkmal für die Freundschaft und Liebe dieser drei Personen setzen, das sich seit 1997 restauriert im Garten der ehemaligen Frauenklinik in der Philipp-Rosenthal-Straße befindet. Auf einer der Inschriftentafeln steht „Freundschaft verband uns drey – Liebe zwei und zwei“.